# Душан Галіс
Душан Галіс (словац. Dušan Galis; нар. 24 листопада 1949, Ружомберок, Чехословаччина) — чехословацький футболіст та словацький тренер, виступав на позиції нападника. У 2004—2006 роках очолював національну збірну Словаччини.
З 2006 року втретє обраний депутатом Національної ради Словаччини за списком SMER-SD.

## Клубна кар'єра
Душан розпочав займатися футболом у Долному Кубіні. У 20-річному він грав за клуб третього дивізіону, а в 1971 році допоміг команді вийти до Другого дивізіону чемпіонату Чехословаччини. До великого футболу потрапив через ВСС «Кошиці». У сезоні 1976 року став найкращим бомбардиром чемпіонату Чехословаччини. Наступного сезону одягнув футболку «Слована» (Братислава). У 1981 році виступав в іспанському «Кадісі».

## Кар'єра в збірній
У футболці чехословацької збірної дебютував у 1975 році в поєдинку проти збірної Швейцарії. 30 жовтня того ж року Чехословаччина зіграла на «Тегельному полі» у кваліфікації чемпіонату Європи 1976 року проти Англії. Завдяки переможному голу Душана Галіса чехословаки потрапили о фінальної частини чемпіонату Європи в Югославії. Галіс також був одним з гравців переможного для Чехословаччини чемпіонату Європи 1976 року.

## Кар'єра тренера

### Клубна
У 1990 році став тренером «Словану» (Братислава). У 1992 році разом з клубом виграв чемпіонат Чехословаччини, перервавши, таким чином. багаторічне домінування празької «Спарти». Також на чолі «Слована» виграв перші три розіграші чемпіонату Словаччини. Окрім цього в 1994 році виграв кубок Словаччини, а в 1998 році повторив аналогічне досягнення зі «Спартаком» (Трнава). Влітку 1999 року очолив кіпрську «Омонію», проте вже в жовтні 1999 року через незадовільні результати його звільнили з займаної посади. З 2000 по 2002 рік тренував «Артмедію»

### Збірна
У 1998 році призначений тренером збірної Словаччини. Після приходу Франтішека Лаурінеця на посаду президента Словацького футбольного союзу подав у відставку. 23 листопада 2003 року знову очолив словацьку збірну. Словацька збірна до останнього претендувала на вихід до чемпіонату світу 2006 року, однак у вирішальному матчі поступилася виходом Іспанії. Після невдалої спроби вийти на чемпіонат світу домовився з президентом Словацького футбольного союзу Франтішеком Лаурінецем про дострокове розірвання контракту, при цьому Душан вирішив сконцентруватися на власній політичній кар'єрі.

## Статистика виступів

### Клубна
| Рік                                 | Матчі | Голи | Клуб                  |
| ----------------------------------- | ----- | ---- | --------------------- |
| 1972/73                             | -     | 6    | «Кошиці»              |
| 1973/74                             | -     | 7    | «Кошиці»              |
| 1974/75                             | -     | 14   | «Кошиці»              |
| 1975/76                             | -     | 21   | «Кошиці»              |
| 1976/77                             | 30    | 11   | «Кошиці»              |
| 1977/78                             | -     | 15   | «Слован» (Братислава) |
| 1978/79                             | 5     | 0    | «Кошиці»              |
| 1978/79                             | 3     | 0    | «Слован» (Братислава) |
| 1979/80                             | 26    | 8    | «Слован» (Братислава) |
| 1980/81                             | 19    | 7    | «Слован» (Братислава) |
| 1981/82                             | 6     | 1    | «Кадіс»               |
| 1981/82                             | 8     | 1    | «Жиліна»              |
| Загалом у чемпіонаті Чехословаччини | 226   | 89   |                       |

## Досягнення

### Як гравця
- Чемпіонат Європи
  -  Чемпіон (1): 1976

- Кубок Словаччини
  -  Володар (1): 1973

### Як тренера
- Чемпіонат Чехословаччини
  -  Володар (1): 1992

- Чемпіонат Словаччини
  -  Чемпіон (3): 1994, 1995, 1996

- Кубок Словаччини
  -  Володар (2): 1994, 1998

## Політична діяльність
На парламентських виборах 2006 року обраний до словацького парламенту від партії «Курс — соціальна демократія». У парламенті був заступником голови комітету з питань освіти, молоді, науки та спорту. З 21 вересня 2006 року по 21 липня 2010 року він обіймав посаду Урядового уповноваженого з питань молоді та спорту.
У 2010 році на парламентських виборах переобраний до Національної ради. Член комітету Національної ради з питань освіти, молоді, науки та спорту.

### Комунальна політика
Душан Галіс був підтриманий коаліцією ГЗД, СФ, СМЕР як депутат Братиславського самоврядування на виборах 2005 року в окрузі Братислави III.